# Seeburg (Dallgow-Döberitz)
Seeburg ist ein Ortsteil der Gemeinde Dallgow-Döberitz im Landkreis Havelland in Brandenburg. Durch die Gemeinde- und Gebietsreform des Landes Brandenburg wurde Seeburg, bisher eine eigenständige Gemeinde im Landkreis Potsdam-Mittelmark, am 26. Oktober 2003 nach Dallgow-Döberitz eingemeindet.

## Geschichte

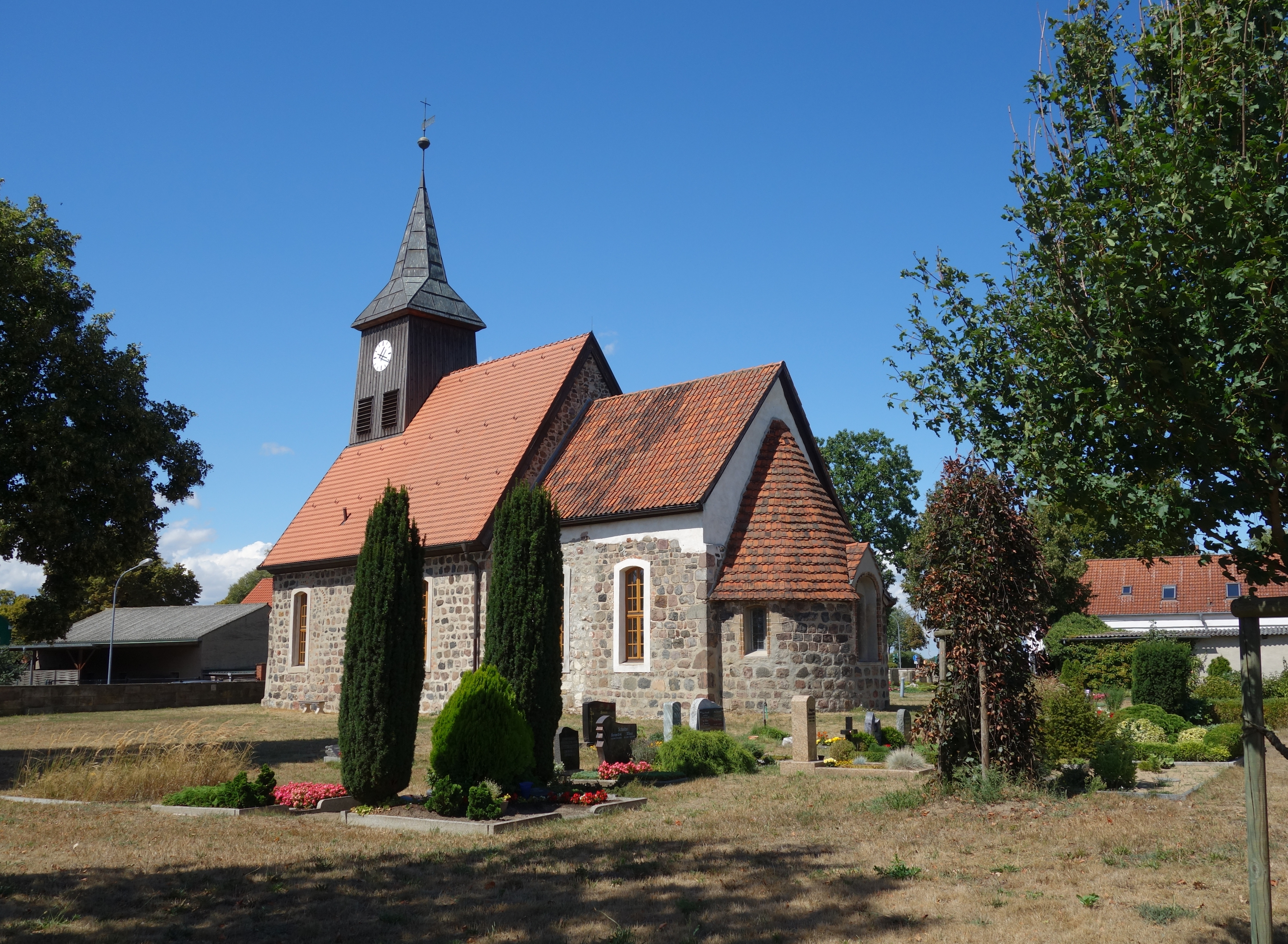
Südostansicht der Dorfkirche

Bei Seeburg, einem märkischen Straßendorf, dessen historische Grundstrukturen auch heute noch deutlich ablesbar sind, kann von einer deutschen Gründung ausgegangen werden. Bereits für 1283 ist eine erste urkundliche Erwähnung als Seheberge nachgewiesen. Die Existenz einer Pfarrstelle und damit verbunden einer Kirche lässt sich bis 1313 zurückverfolgen. Das gesamte Dorf Seheborgk wird im Landbuch von 1375 als Besitz des Benediktinerinnenklosters Spandau geführt. Zum Dorf gehörten damals etwa 45 Hufe Ackerland.
Die gesamte Gemeinde fiel nach der Auflösung des kirchlichen Grundbesitzes im Zuge der Reformation an den Kurfürsten. Die Verwaltung wurde dem Amt Spandau übertragen. Zu dieser Zeit lebten in Seeburg zwölf Familien, überwiegend Bauern, die große Ackerflächen bewirtschafteten.
Im Schlosskataster von 1624 wurden elf Hüfner, ein Hirte mit Knecht und ein Schmied gezählt. Während des Dreißigjährigen Krieges wurden große Teile des Dorfes verwüstet und mehrere Bauernhöfe von ihren Besitzern verlassen. Auf diesen Flächen wurde um 1652 eine Meierei des Amtes Spandau eingerichtet.
Nach einer weitgehend kontinuierlichen Entwicklung bestand die Gemeinde um 1840 aus 27 Wohnhäusern, Ende des 19. Jahrhunderts gab es in Seeburg neben neun Bauern auch verschiedene Handwerker (Bäcker, Müller, Schmied, Maurer usw.) und einen Lehrer. Obwohl die Landwirtschaft nach wie vor überwog, war sie nicht mehr alleiniger Erwerbszweig in der Gemeinde. Um die Jahrhundertwende lebten in Seeburg etwa 400 Personen.
Die Kirchstelle, die nach 1450 nur noch Staakener Filiale war und durch das Pfarramt in Dallgow betreut wurde, konnte bis 1945 in dem mehrfach erweiterten und umgebauten Kirchengebäude untergebracht werden. Noch in den letzten Tagen des Zweiten Weltkriegs, als Seeburg heftig umkämpft wurde, brannte das Gebäude vollständig aus; inzwischen ist es wieder aufgebaut. Am Waldrand von Seeburg wurden im April 1945 zwischen 80 und 90 Wehrmachtsdeserteure und Kriegsdienstverweigerer begraben, die im Militärgefängnis Spandau inhaftiert waren und auf dem Kasernengelände Ruhleben erschossen wurden. An sie erinnert eine Gedenkstätte am Waldrand Richtung Berlin.
1945 führten die alliierten Streitkräfte aus der Sowjetunion und Großbritannien einen Interessensgebietsaustausch, u. a. zwischen Seeburg und dem Berliner Bezirk Spandau durch. Seeburg erstreckte sich damals bis auf wenige Meter an die Havel heran, sodass die südlichen Gebiete von Spandau (Gatow und Kladow) per Straße (Potsdamer Chaussee, Gatower Straße) nur über das Gebiet von Seeburg in der Sowjetischen Besatzungszone erreicht werden konnten. Die Briten betrieben im Süden von Spandau ihren Militärflugplatz, der teilweise auf Berliner Gebiet und teilweise auf dem Gebiet des Kreises Osthavelland lag, sowie zwei Kasernen. Sie wollten den Flugplatz vollständig innerhalb Berlins haben, um eine ungehinderte Zufahrt zu erreichen. Daher wurden West-Staaken an den Bezirk Berlin-Mitte und an Spandau der sogenannte Seeburger Zipfel abgetreten, der nahe der Havel das bevorzugte Wohngebiet Weinmeisterhöhe – heute die Wohnlage mit den höchsten Bodenpreisen in Spandau – und ansonsten Rieselfelder umfasste. An die Gemeinde Seeburg wurden dafür im geringeren räumlichen Umfang Spandauer Gebiete (Rieselfelder) westlich der Potsdamer Chaussee abgetreten. Der Seeburger Zipfel bildet heute die Gemarkung Seeburg im Spandauer Ortsteil Wilhelmstadt. Mit dem Einigungsvertrag zur Deutschen Wiedervereinigung wurde festgelegt, dass die Interessengebietsaustauschgebiete Seeburger Zipfel und Groß-Glienicke beim Berliner Bezirk Spandau verbleiben. Der 1945 im Gegenzug an die sowjetische Besatzungszone übertragene Westteil des Ortsteils Staaken, seit 1961 Gemeindeteil in der DDR und seit 1971 dann selbständige Gemeinde, kam wieder zurück zu Spandau. Eine Verfassungsklage der Gemeinde Groß Glienicke hiergegen blieb erfolglos.
Im Zuge der nach dem Ende des Zweiten Weltkriegs in der Sowjetischen Besatzungszone durchgeführten Bodenreform wurden 373 Hektar Land an 38 ehemals landlose Dorfbewohner vergeben. 1953 gründeten sechs Seeburger Bauern die LPG „Einheit“, die sich sechs Jahre später mit der Groß Glienicker LPG zusammenschloss. Bis 1989 war Seeburg weiterhin landwirtschaftlich geprägt.
Nach dem Berliner Mauerfall entwickelte sich Seeburg aufgrund seiner Nähe zu Spandau als Wohnstandort zu einer Gemeinde mit großflächigen Freizeit- und Erholungsangeboten. Dazu gehören ein Poloclub mit ausgedehnten Freiflächen und eine 1993 eingeweihte Sporthalle.
Am 12. und 13. September 2008 fanden Feierlichkeiten zum 725-jährigen Jubiläum Seeburgs statt.

## Kuriosum
Westlich der eigentlichen Ortschaft liegt auf dem Gemeindegebiet der Champagnerberg, dessen Name auf den Anbau von Wein für den preußischen Hof in Potsdam zurückgeführt wird.

## Verkehr
Das Dorf liegt an der Landstraße 20 aus Falkensee kommend. Auch besteht eine mögliche Weiterfahrt in Richtung Potsdam. Dort gibt es eine Anschlussstelle der Bundesstraße 2. In Dallgow-Döberitz liegt eine Anschlussstelle an die Bundesstraße 5.
Im Dorf verkehren zwei Buslinien, darunter die Berliner Buslinie 338 aus Spandau. Von hier ist eine Weiterfahrt ins Ortszentrum Dallgow-Döberitz möglich.

## Heutige Situation
Im Dallgow-Döberitzer Ortsteil Seeburg leben heute 1133 Menschen, die auch die Dallgow-Döberitzer Postleitzahl 14624 im Zuge der Gemeindegebietsreform übernommen haben. Da Seeburg im Zuge dieser auch vom Landkreis Potsdam-Mittelmark in den Landkreis Havelland gewechselt ist, lauten die amtlichen Kennzeichen nun HVL, NAU oder RN. Allerdings ist die Telefonvorwahl von Seeburg nach wie vor 033201. Der Ort liegt rund einen Kilometer von der brandenburgischen Landesgrenze zu Berlin entfernt.
Es bestehen großflächige Freizeit- und Erholungsangebote. In Seeburg gibt es die Möglichkeit den Polo-Club zu besuchen oder auf einem 6-Loch-Platz Golf zu spielen. Außerdem bietet die seit 1993 existierende Sporthalle die Möglichkeit Tennis, Badminton, Squash, Volleyball und Fußball zu spielen. Des Weiteren existiert der Seeburger SV ’99 als Sportverein seit 1999. Fußball ist das Aushängeschild für diesen Sportverein.
Seit der deutschen Wiedervereinigung haben sich einige neue gewerbetreibende Einrichtungen in Seeburg gebildet. Die wichtigsten sind eine Autowerkstatt, eine Sporthalle, einige landwirtschaftliche Betriebe und ein Dorfladen (früherer Konsum).